# Spezia Calcio 1999-2000
Questa pagina raccoglie le informazioni riguardanti lo  Spezia Calcio  nelle competizioni ufficiali della stagione 1999-2000.

## Stagione
Nella stagione 1999-2000 lo Spezia disputa il girone A del campionato di Serie C2, raccoglie 76 punti con il primo posto in classifica, che vale la promozione diretta in Serie C1. Sale anche l'Alessandria che si piazza al posto d'onore e poi supera anche l'ostacolo dei playoff. Matura la Serie C1 a La Spezia, Roberto Trevisan assume la carica di presidente, Angelo Zanoli quella di amministratore delegato, mentre Sergio Borgo può dedicarsi a tempo pieno agli aspetti tecnici. Si punta in panchina su Andrea Mandorlini che assembla una formazione perfetta per la categoria. Finisce il campionato imbattuta, con 21 vittorie e 13 pareggi e senza nessuna sconfitta, al Picco solo tre squadre lucrano un punto, Igor Zaniolo e Alan Carlet segnano 13 reti a testa, la difesa degli aquilotti risulta la migliore del torneo. Il campionato è stato vinto con 15 punti di vantaggio sull'Alessandria giunta seconda, insomma una stagione da tenere in una cornice in Sede. Nella Coppa Italia gli spezzini vincono il girone F, superando Sassuolo, Modena, Sanremese e Imperia, poi nei sedicesimi vengono estromessi dalla Coppa per mano della Carrarese.

## Rosa
| N. |                   | Ruolo | Calciatore           |
| -- | ----------------- | ----- | -------------------- |
|    | Italia (bandiera) | A     | Massimo Agostini     |
|    | Italia (bandiera) | C     | Roberto Bordin       |
|    | Italia (bandiera) | C     | Alfio Cantone        |
|    | Italia (bandiera) | C     | Alan Carlet          |
|    | Italia (bandiera) | C     | Antonio Casalini     |
|    | Italia (bandiera) | C     | Pasquale Catalano    |
|    | Italia (bandiera) | C     | Roberto Chiappara    |
|    | Italia (bandiera) | C     | Gianluca Coti        |
|    | Italia (bandiera) | C     | Luca De Fraia        |
|    | Italia (bandiera) | C     | Pasquale De Vincenzo |
|    | Italia (bandiera) | D     | Daniele Ficagna      |
|    | Italia (bandiera) | A     | Francesco Fiori      |

| N. |                      | Ruolo | Calciatore           |
| -- | -------------------- | ----- | -------------------- |
|    | Italia (bandiera)    | D     | Enrico Gutili        |
|    | Italia (bandiera)    | C     | Nicola Lenzoni       |
|    | Italia (bandiera)    | D     | Massimo Melucci      |
|    | Italia (bandiera)    | D     | Emiliano Milone      |
|    | Italia (bandiera)    | C     | Nicola Mingazzini    |
|    | Italia (bandiera)    | A     | Riccardo Ramazzotti  |
|    | Argentina (bandiera) | P     | Hugo Rubini          |
|    | Italia (bandiera)    | C     | Fausto Salsano       |
|    | Cile (bandiera)      | D     | Mauricio Sanguinetti |
|    | Italia (bandiera)    | D     | Stefano Sottili      |
|    | Italia (bandiera)    | C     | Michele Zamboni      |
|    | Italia (bandiera)    | A     | Igor Zaniolo         |

## Risultati

### Serie C2

#### Girone di andata
| Arbitro: | Castellin (Conselve) |

|                                      |           |                |
| Carlet 37’, 41’, 50’ Sanguinetti 89’ | Marcatori | 57’ Venturelli |

| Arbitro: | Sacco (Civitavecchia) |

|  |           |                             |
|  | Marcatori | 43’ Zaniolo 95’ Sanguinetti |

| Arbitro: | Girardi (San Donà di Piave) |

|                                       |           |  |
| Bordin 44’ Carlet 84’ Sanguinetti 91’ | Marcatori |  |

| Busto Arsizio 26 settembre 1999 4ª giornata | Pro Patria        | 0 – 0 | Spezia | Stadio Carlo Speroni\| Arbitro: \| Bergonzi (Genova) \| |
| Arbitro:                                    | Bergonzi (Genova) |       |        |                                                         |

| Arbitro: | Brighi (Cesena) |

|                      |           |  |
| Chiappara 59’ (rig.) | Marcatori |  |

| Sanremo 10 ottobre 1999 6ª giornata | Sanremese          | 0 – 0 | Spezia | Stadio Comunale\| Arbitro: \| Cannella (Palermo) \| |
| Arbitro:                            | Cannella (Palermo) |       |        |                                                     |

| La Spezia 17 ottobre 1999 7ª giornata | Spezia              | 0 – 0 | Pontedera | Stadio Alberto Picco\| Arbitro: \| Benedetti (Vicenza) \| |
| Arbitro:                              | Benedetti (Vicenza) |       |           |                                                           |

| Prato 24 ottobre 1999 8ª giornata | Prato           | 0 – 0 | Spezia | Stadio Lungobisenzio\| Arbitro: \| Ledda (Alghero) \| |
| Arbitro:                          | Ledda (Alghero) |       |        |                                                       |

| Arbitro: | Belloli (Bergamo) |

|                             |           |             |
| Carlet 4’, 69’ Catalano 46’ | Marcatori | 73’ Imberti |

| Arbitro: | Nigro (Torre del Greco) |

|  |           |               |
|  | Marcatori | 68’ Chiappara |

| Arbitro: | Evangelista (Avellino) |

|                       |           |             |
| Bordin 15’ Carlet 34’ | Marcatori | 87’ Alberti |

| Arbitro: | Nicoletti (Macerata) |

|                          |           |            |
| Carlet 34’ Chiappara 65’ | Marcatori | 77’ Ceredi |

| Arbitro: | Ambrosini (Torre del Greco) |

|  |           |                  |
|  | Marcatori | 81’, 91’ Zaniolo |

| Arbitro: | Benedetto (Messina) |

|           |           |  |
| Bordin 1’ | Marcatori |  |

| Arbitro: | Palanca (Roma) |

|                     |           |             |
| Guidetti 70’ (rig.) | Marcatori | 57’ Zaniolo |

| Arbitro: | Palmieri (Cosenza) |

|                        |           |             |
| Zaniolo 60’ Carlet 72’ | Marcatori | 5’ Montrone |

| Arbitro: | Dondarini (Finale Emilia) |

|              |           |                |
| Bencistà 38’ | Marcatori | 45+1’ Agostini |

#### Girone di ritorno
| Arbitro: | Carlucci (Molfetta) |

|                            |           |                  |
| Benedetti 25’ M. Rossi 39’ | Marcatori | 27’, 56’ Zaniolo |

| Arbitro: | Ferraro (Crotone) |

|                                   |           |  |
| Sottili 13’ Zaniolo 41’ Fiori 85’ | Marcatori |  |

| Arbitro: | Cirone (Palermo) |

|  |           |                                           |
|  | Marcatori | 26’ Fiori 54’ Agostini 77’ (aut.) Minaudo |

| Arbitro: | Tonolini (Milano) |

|                  |           |                  |
| Zaniolo 46’, 74’ | Marcatori | 35’ Fava Passaro |

| Arbitro: | D'Aguanno (Marsala) |

|               |           |          |
| Giulietti 79’ | Marcatori | 46’ Coti |

| Arbitro: | Amato (Castellammare di Stabia) |

|                                   |           |            |
| Zaniolo 28’ Bordin 59’ Carlet 86’ | Marcatori | 34’ Grillo |

| Arbitro: | Palmieri (Cosenza) |

|  |           |               |
|  | Marcatori | 88’ Chiappara |

| Arbitro: | Palanca (Roma) |

|           |           |  |
| Fiori 56’ | Marcatori |  |

| Arbitro: | Angrisani (Salerno) |

|              |           |          |
| G. Russo 89’ | Marcatori | 4’ Fiori |

| Arbitro: | Dattilo (Locri) |

|                                  |           |            |
| Fiori 42’ Zaniolo 69’ Carlet 93’ | Marcatori | 20’ Luconi |

| Arbitro: | Cavallaro (Legnago) |

|  |           |              |
|  | Marcatori | 9’ Chiappara |

| Arbitro: | Giannoccaro (Lecce) |

|                |           |              |
| D'Agostino 32’ | Marcatori | 9’ Chiappara |

| Arbitro: | Rubino (Salerno) |

|          |           |           |
| Fiori 2’ | Marcatori | 86’ Gobba |

| Arbitro: | Tonolini (Milano) |

|                     |           |                   |
| Morabito 51’ (rig.) | Marcatori | 34’ (rig.) Carlet |

| Arbitro: | Bernabini (Roma) |

|                         |           |  |
| Agostini 45’ Carlet 87’ | Marcatori |  |

| Arbitro: | Carrer (Conegliano) |

|  |           |             |
|  | Marcatori | 90’ Zaniolo |

| La Spezia 14 maggio 2000 34ª giornata | Spezia               | 0 – 0 | Rondinella | Stadio Alberto Picco\| Arbitro: \| Lambertini (Bologna) \| |
| Arbitro:                              | Lambertini (Bologna) |       |            |                                                            |

### Coppa Italia

#### Gruppo F
| Arbitro: | Bianchi (Lucca) |

|                                     |           |              |
| Gutili 8’ Zaniolo 17’ Chiappara 37’ | Marcatori | 19’ Tedeschi |

| Imperia 25 agosto 1999 2ª giornata | Imperia           | 0 – 0 | Spezia | Stadio Nino Ciccione\| Arbitro: \| Bergonzi (Genova) \| |
| Arbitro:                           | Bergonzi (Genova) |       |        |                                                         |

| Arbitro: | Maselli (Lucca) |

|                             |           |              |
| Zamboni 22’ De Vincenzo 33’ | Marcatori | 87’ Cecchini |

| Arbitro: | Pieri (Genova) |

|               |           |               |
| Tomaselli 66’ | Marcatori | 88’ Chiappara |

| 15 settembre 1999 5ª giornata |  | – Turno di riposo Spezia |  |  |

#### Sedicesimi di finale
| Arbitro: | Cuttica (Alessandria) |

|                 |           |                  |
| Paco Soares 88’ | Marcatori | 29’, 62’ Zaniolo |

| Arbitro: | M. Mazzoleni (Bergamo) |

|                            |           |                                  |
| Sottili 36’ Catalano 45+1’ | Marcatori | 7’, 79’ Pistella 20’ Paco Soares |